# (87097) Lomaki
(87097) Lomaki est un astéroïde de la ceinture principale.

## Description
(87097) Lomaki est un astéroïde de la ceinture principale. Il fut découvert le 7 juin 2000 à l'Observatoire Kleť par Miloš Tichý et Jana Tichá. Il présente une orbite caractérisée par un demi-grand axe de 2,58 UA, une excentricité de 0,10 et une inclinaison de 7,3° par rapport à l'écliptique.

## Compléments